# خوسيه بينيا (منافس ألعاب قوى فنزويلي)
خوسيه بينيا (بالإسبانية: José Peña)‏ هو منافس ألعاب قوى فنزويلي، ولد في 8 ديسمبر 1979.

## وصلات خارجية
- خوسيه بينيا (منافس ألعاب قوى فنزويلي) على موقع الاتحاد الدولي لألعاب القوى (الإنجليزية)
- خوسيه بينيا (منافس ألعاب قوى فنزويلي) على موقع أوليمبيديا (الإنجليزية)